# Saussurea bella
Saussurea bella là một loài thực vật có hoa trong họ Cúc. Loài này được Ling miêu tả khoa học đầu tiên năm 1949.